# Bernard Desportes
 (août 2017).
Bernard Desportes est un écrivain français né le 14 mai 1948 dans le 8e arrondissement de Paris et mort le 20 mars 2018 à Antony.

## Biographie

### Parcours
Après des études de lettres et de philosophie, en raison d'un engagement politique qu'il conçoit en relation au théâtre, Bernard Desportes crée le Théâtre d'Urien. Mettant en critique son propre engagement, en 1985, il abandonne cette expérience, et décide de se consacrer à l'écriture. Il publie alors son premier roman chez Maurice Nadeau : La Vie à l'envi.
En 2007, il a été le commissaire du 11e Salon International du Livre de Tanger.

### L'univers littéraire de Bernard Desportes
Si Bernard Desportes a été proche d'André du Bouchet, toutefois, son univers littéraire est en relation étroite avec les thèmes ouverts par Georges Bataille. Ses fictions développent un univers de l'excès et conjuguent tout à la fois les questions de la sexualité et de la filiation, et de construction littéraire. C'est ce qui l'a conduit à développer à la fin du XXe siècle et au début du XXIe une trilogie où tous ses thèmes de prédilection apparaissent dans une forme de flux littéraire proche de la poésie.

### La création de la revueRalentir Travaux
En relation à son écriture de fiction et poésie, il développe un travail d'essayiste et de critique, tant dans la presse littéraire et les revues (La Quinzaine littéraire, Le Nouveau Recueil, etc.) qu'en liaison avec l'université (Lille III). Ceci l'amène à créer la revue Ralentir travaux en 1995, qu'il a dirigée jusqu'en 2000.
De 2006 à 2018, il collabore essentiellement à la revue en ligne Lib-critique.com.
En 2008 paraît un volume sur son œuvre sous la direction de Fabrice Thumerel : Bernard Desportes autrement, Artois Presses Université.
Il meurt à Paris le mardi 20 mars 2018.

## Publications

### Poésie et fiction
- La Vie à l'envi (roman), Maurice Nadeau, 1985.
- Dans l'herbe cassante (poésie), Chambelland, 1988.
- Bribes Suds Eclats, suivi de Des errances (poèmes avec six encres de Jean Berthet), La Bartavelle, 1989.
- Nulle part, l'été (roman), Éditions de l'Aube, 1990.
- Les Transparents (poésie), La Bartavelle, 1991.
- Vers les déserts (roman), Maurice Nadeau, 1999.
- Brèves histoires de ma mère (roman), Fayard, 2003.
- dansant disparaissant (roman), Fayard, 2004.
- Une irritation (roman), Fayard, 2008.
- Tout dire, L'Etrangère, 2008.
- L'Espace du noir, (dessins de Marcel Katuchevski), Le Livre d'art, 2010.
- L'Éternité, Al Dante, 2012.
- Brève histoire de la poésie par temps de barbarie, La Lettre volée 2017
- Le Cri muet (frontispice de Gilles du Bouchet), Al Manar 2018

### Essais
- Koltès - la nuit, le nègre et le néant, La Bartavelle, 1993.
- Truinas, sur André du Bouchet, in L'Admiration, Artois Presses Université, 2004.
- Voix de Koltès [collectif], Séguier, 2004.
- Le Présent illégitime, La Lettre volée, 2011.
- Irréparable quant à moi (sur André du Bouchet), Obsidiane 2014

### Articles critiques et contributions diverses
- « La Toile éventrée » (sur le peintre Jean Berthet), Ivry Culture, no 52, 1988.
- « H-journal », Au Figuré, no 5, 1990.
- « Des voyageurs », Cargo, no 6, 1992.
- « Savez-vous qu'ici la nuit », poème, L'Humanité, 22 octobre 1993. Repris dans Le Poète d'aujourd'hui, par D. Grandmont, Maison de la poésie-Rhône-Alpes, 1994.
- « Tout est perdu dans la réalité » (présentation), Ralentir travaux, no 1, 1995.
- « Le Choix du possible » (sur Paul Eluard), L'Humanité, 14 décembre 1995.
- « Le Clair et l'Impossible » (sur la peinture de Daniel Juré), Catalogue Théâtre de Lisieux, 1995.
- « Le Parti pris d'être au monde » (sur Dominique Grandmont), Ralentir travaux, no 2, 1995.
- « Des voyageurs » (nouvelle version), Ralentir travaux, no 3, 1995.
- « Poétiquement correct » (sur Jean Echenoz), Ralentir travaux, no 3, 1995.
- « Langue/est le seul lieu », poème, Ves rencontres poétiques de Choisy-le-Roi, 1996.
- « Gel », poèmes, in Les Rendez-vous de la poésie en Avignon, PCF, 1996.
- « M. Fédier et l'erreur de Heidegger », Ralentir travaux, no 4, 1996.
- « A bout de quai » (sur Bernard-Marie Koltès), Ralentir travaux, no 4, 1996.
- « Gel », poèmes, Ralentir travaux, no 5, 1996.
- « C'est la mer allée/Avec le soleil », essai sur la poésie, Ralentir travaux, no 6, 1996.
- « La Double Mort de Céline », in Dominique de Roux, dir. Jean-Luc Moreau, L'Âge d'Homme, 1997.
- « Le Surréalisme et l'Amour », (enquête), in Le Surréalisme et l'Amour, Gallimard – Paris Musée, 1997.
- « Le Veule et l'Aveu » (sur Louis Aragon), La Quinzaine littéraire, 16-31/V/1997.
- « Le Non-lieu ou l'Instant de l'obscur » (sur Maurice Blanchot), Ralentir travaux, no 7, 1997.
- « Quelques notes » (sur André du Bouchet), Ralentir travaux, no 8, 1997.
- « Avenc », poèmes, Ralentir travaux, no 8, 1997.
- « Attendre le jour », Ralentir travaux, no 9, 1997.
- « Blanchard irrécupérable », Ralentir travaux, no 10, 1998.
- « Le Dit de l'impossible » (sur la poésie), La Traductière, no 16, 1998.
- « L'Inachèvement » (sur André du Bouchet), Ralentir travaux, no 11, 1998.
- « L'Insouci de soi » (sur Pierre Herbart), Ralentir travaux, no 12, 1998.
- « L'Ajour d'André du Bouchet », La Quinzaine littéraire, 16-31/XII/1998.
- « A l'impossible nul n'est tenu » (sur Georges Bataille et Les Temps Modernes), Ralentir travaux, no 13-14, 1999.
- « La Brèche et l'Abîme » (sur Michel Fardoulis-Lagrange), Ralentir travaux, no 15, 1999.
- « Le Temps du roman » (sur le roman du XXe siècle), La Quinzaine littéraire, 1er-15/V/2000.
- « L'Hospitalité ou le lieu de la critique – L'hospitalité 1 », Ralentir travaux, no 16-17, 2000.
- « Disparu – il demeure » (sur Esther Tellermann), Ralentir travaux, no 16-17, 2000.
- « L'Être seul – l'autre » (sur Hubert Haddad), Ralentir travaux, no 16-17, 2000.
- « Le livre – L'Hospitalité 2 », Le Nouveau Recueil, no 57, 2000.
- « Ecartelé de vent » (sur Jacques Dupin), La Quinzaine littéraire, 16-28/II/2001.
- « Un jour de neige et de vent », hommage à André du Bouchet, La Quinzaine littéraire, 16-31/V/2001.
- « Le Doute et le Choix » (sur André Gide et Pierre Herbart), Nord, no 37, 2001.
- « Quand il fera nuit qu'est-ce que je ferai ? » (sur Bernard-Marie Koltès), Le Nouveau Recueil, no 61, 2001. Repris in Voix de Koltès, Séguier, 2004.
- « Truinas » (sur André du Bouchet), in L'Admiration, sous la direction de Delphine Denis et Francis Marcoin, Artois Presses Université, 2004.
- « Un chant crépusculaire » (sur Richard Millet), in Richard Millet, la langue du roman, sous la direction de Christian Morzewski, Artois Presses Université, 2008.
- « La Nuit », Sarrasine, 2006.
- « Où pensez-vous que nous ensevelissions l'odeur humaine ? » (sur Esther Tellermann), NU(e), 2007.
- « L'Étranger dans la langue », Catalogue du Salon international du livre de Tanger, 2007.

### Entretiens
- Avec Jean-Luc Moreau, Bibliomanie (sur Koltès-la nuit, le nègre et le néant), Radio Libertaire, 13 mai 1994.
- Avec Jean-Luc Moreau, Bibliomanie (autour de Ralentir travaux), Radio Libertaire, 1995.
- Avec François Bouchardeau, Impressions, no 2 (sur Aragon-le veule et l'aveu), radio Zinzine/La Quinzaine littéraire, juin 1997.
- Avec Christine Goémé, Idées en revues (autour de Ralentir travaux), France Culture, 7 février 1998.
- Avec Jean-Luc Moreau, Bibliomanie (sur Vers les déserts), Radio Libertaire, 18 mars 1999.
- Avec Blandine Masson, Un livre, des voix (sur Vers les déserts), France Culture, 22 mars 1999.
- Avec Alain Veinstein, Du jour au lendemain (sur Vers les déserts), France Culture, 16 avril 1999.
- Avec Alain Veinstein, Surpris par la nuit (sur L'écrivain et sa revue), France Culture, 12 novembre 1999.
- Avec Thierry Guichard, « Débat sur les revues de création littéraire », dans Revues en vue, Centre régional du livre-Franche Comté, juin 1999 ; éd. 2000.
- Avec Mathieu Bénézet (sur l'écrivain et Ralentir travaux), France Culture, 7 juin 2000.
- Avec Geneviève Moll, Journal de la nuit (sur l'écrivain et Ralentir travaux), France 2, 17-18 juin 2000.
- Avec Fabrice Thumerel, « De l'hospitalité critique », dans Manières de critiquer, dir. Francis Marcoin et Fabrice Thumerel, Artois Presses Université, 2001, p. 239–248.
- Avec Jean-Pascal Léger, sur André du Bouchet, France Culture, 23 et 24 décembre 2002.
- Avec Guillaume Gandeloup, Les Matinées littéraires (sur dansant disparaissant), Radio Aligre, 4 novembre 2004.
- Avec Alain Veinstein, Surpris par la nuit (sur dansant disparaissant), France Culture, 2 février 2005.
- Avec Fabrice Thumerel, Ralentir roman, dans Fabrice Thumerel dir., Bernard Desportes autrement, Artois Presses Université, 2008.
- Avec Pascal Hébert, « L'Écriture vient ouvrir l'abîme », L'Écho républicain, 8 février 2008.
- Avec Fabrice Thumerel, "Roman (et) critique" (sur Une irritation), Libr-critique.com, mars 2008.
- Avec Fabrice Thumerel, « De l'abîme à l'Éternité » (sur L'Éternité), Libre-Critique.com, janvier 2013.